# 최령
최령(崔昤, 1973년 3월 31일~ )은 대한민국의 배우이다. 본명은 최정호(崔定鎬)이다.

## 학력
- 숭일고등학교
- 광운대학교 전자공학과 졸업

## 이력
1996년 연극배우 첫 데뷔하였다.

## 출연작

### 영화
- 2004년 《어깨동무》 ... 쌍칼 역
- 2006년 《귓속에 도청장치》 ... 주연 역
- 2006년 《야수》 ... 배광춘 역
- 2006년 《조폭 마누라 3》 ... 김 형사 역
- 2007년 《마을금고 연쇄습격사건》 ... 김 형사 역
- 2009년 《살생유희》 ... 주연 역
- 2011년 《회초리》 ... 봉식 역
- 2015년 《연애의 맛》 ... 강현민 역

### 드라마
- MBC 판타지 서사 사극 《태왕사신기》 ... 두타이 역
- SBS 아침연속극 《물병자리》  ... 김민호 역
- SBS 청사특집극 《초혼》 ... 윤승재 역
- SBS 주말특별기획 《끝없는 사랑》 ... 김무혁 역
- SBS 아침연속극 《달콤한 원수》 ... 최고봉 역
- MBC 미니시리즈 《사생결단 로맨스》 ... 유상범 역
- SBS 아침연속극 《불새 2020》 ... 이상범 역
- KBS 일일연속극 《스캔들》 ... 백동호 역